# Teresa Ledwina
Teresa Elżbieta Ledwina (ur. 1949) – polska matematyczka specjalizująca się w statystyce matematycznej.

## Życiorys
Absolwentka studiów matematycznych na Uniwersytecie Wrocławskim. Doktorat uzyskała w 1976 roku w Instytucie Matematycznym PAN (promotorem był Witold Klonecki), habilitację w 1987 roku na Uniwersytecie Wrocławskim, a tytuł profesora otrzymała w 1994 roku.
Od 1994 była profesorem na Wydziale Podstawowych Problemów Techniki Politechniki Wrocławskiej, w latach 1996-2019 pracowała w Instytucie Matematycznym PAN. 
Swoje prace publikowała m.in. w „Annals of Statistics”, „Scandinavian Journal of Statistics”, „Journal of the American Statistical Association", „Insurance Mathematics & Economics”, „Annals of Probability” oraz „Journal of Multivariate Analysis".
Laureatka Nagrody im. Hugona Steinhausa za rok 2007. W 2021 została odznaczona Krzyżem Kawalerskim Orderu Odrodzenia Polski.